# 仲野博子
仲野 博子（なかの ひろこ、1959年3月3日 - ）は、日本の政治家。
衆議院議員（3期）、根室市議会議員（3期）、農林水産大臣政務官を歴任。

## 経歴

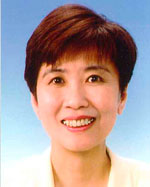
農林水産大臣政務官時に公開された肖像写真

青森県上北郡横浜町出身。イカ釣り漁師の家に３人姉弟の長女として生まれた。青森県立野辺地高校を経て弘前学院大学文学部英米文学科を卒業後、結婚を機に北海道根室市に転居する。中学校の臨時講師を経て、24歳の時に英語塾「仲野塾」を開設。

### 根室市議会議員
1989年、根室市議会選挙に無所属で出馬し、当選。以後3回連続当選。
根室市議会では社民党の市議会会派である社会クラブに属していたが、政党再編の流れを受け1997年3月末の社民党党員会議で個々の判断で社民党にとどまるか民主党に入党するという方針が確認された。仲野は社民党を離党して民主党に入党、民主党北海道第13区支部連合の副代表および根室支部の副代表に就任した。
1999年11月、民主党北海道第13区支部連合が次期衆院選の道13区に仲野を擁立する方針を固める。民主党根室支部は「根室から貴重な人材が失われる。大票田の釧路から出すべき」と反対し、仲野も態度を保留していたが、再三の説得に応じ2000年1月に出馬表明をした。
2000年1月31日、任期途中で市議を辞職し、2月に経営していた英語塾も閉鎖。第42回衆議院議員総選挙に北海道13区から民主党公認で出馬し、地盤の根室では支持を広げるも、自由民主党の北村直人に敗れ、落選。

### 衆議院議員
2003年の第43回衆議院議員総選挙では北海道7区から出馬し、再び北村に小選挙区で敗北したが、重複立候補していた比例北海道ブロックで復活し、初当選。
2005年の第44回衆議院議員総選挙では北海道7区で北村を破り、初めて小選挙区で当選。なお北村は、解散のきっかけである郵政民営化法案の採決では棄権した。
2009年の第45回衆議院議員総選挙では、自民党が擁立した前釧路市長の伊東良孝に敗れ、比例復活により3選。2005年の総選挙で民主党が議席を獲得し、2009年の総選挙で自民党が議席を奪った選挙区は全国でも北海道7区のみである。
2011年の統一地方選前半戦である4月10日投票の北海道議会議員選挙では根室管内選挙区で、民主党公認・新党大地推薦として実妹の秘書・浜田真佐子を立候補させたが、自民党現職の中司哲雄に敗れた。
統一地方選後半選である2011年4月24日投票の釧路市議会議員選挙では、引退した福祉運動家・藤原勝子の後継として、民主党公認で北見の松木謙公事務所から仲野の秘書に転じた大島毅を立候補させた。かつて福祉に強い婦人市議としてトップ当選したことがある藤原の支持層を吸収しきれない逆風があったものの、28人中24位の下位ながら初当選。
2011年9月5日、野田内閣の農林水産大臣政務官に就任。
2012年10月30日、民主党副幹事長に就任。同年12月の第46回衆議院議員総選挙では、伊東良孝に敗れ、比例復活もならず落選。2013年1月11日、釧路市での記者会見にて、次期総選挙に立候補せず政界引退を表明。2015年、系列の市議大島も1期で政界を引退した。

## 選挙歴
| 当落 | 選挙                     | 執行日         | 年齢 | 選挙区       | 政党   | 得票数    | 得票率 | 定数 | 得票順位 /候補者数 | 政党内比例順位 /政党当選者数 |
| ---- | ------------------------ | -------------- | ---- | ------------ | ------ | --------- | ------ | ---- | ------------------ | ---------------------------- |
| 当   | 1989年根室市議会議員選挙 | 1989年9月3日   | 30   | ーー         | 無所属 | 1002票    | ーー   | 28   | 5/30               | /                            |
| 当   | 1993年根室市議会議員選挙 | 1993年9月12日  | 34   | ーー         | 無所属 | 749票     | ーー   | 28   | 12/29              | /                            |
| 当   | 1997年根室市議会議員選挙 | 1997年8月31日  | 38   | ーー         | 民主党 | 811票     | ーー   | 26   | 12/30              | /                            |
| 落   | 第42回衆議院議員総選挙   | 2000年06月25日 | 41   | 北海道第13区 | 民主党 | 5万5732票 | 30.19% | 1    | 2/3                | 10/3                         |
| 比当 | 第43回衆議院議員総選挙   | 2003年11月09日 | 44   | 北海道第7区  | 民主党 | 7万2508票 | 42.23% | 1    | 2/3                | 3/4                          |
| 当   | 第44回衆議院議員総選挙   | 2005年09月11日 | 46   | 北海道第7区  | 民主党 | 9万5473票 | 48.26% | 1    | 1/3                | /                            |
| 比当 | 第45回衆議院議員総選挙   | 2009年08月30日 | 50   | 北海道第7区  | 民主党 | 9万9236票 | 49.24% | 1    | 2/3                | 1/4                          |
| 落   | 第46回衆議院議員総選挙   | 2012年12月16日 | 53   | 北海道第7区  | 民主党 | 2万1513票 | 13.93% | 1    | 3/4                | /                            |